# Chanson de Gudrun
Gudrun (ou Kudrun, saga de Gudrun) est une épopée anonyme en vers, composée en moyen haut-allemand dans la première moitié du XIIIe siècle. Avec la Chanson des Nibelungen, elle est l'une des plus grandes épopées médiévales de la littérature de langue allemande.

## Composition et transmission
Cette œuvre du domaine linguistique haut-allemand composée vers 1230-1240 s'inspire pour partie de légendes des pays bordant la Mer du Nord, et ne nous a été transmise que par une copie du Heldenbuch d'Ambras ; ce manuscrit a été préparé entre 1504 et 1515 par Hans Ried sur ordre de Maximilien Ier. Hormis cette source principale, un fragment de 280 strophes du « lai de Hilde » (l'un des trois chants composant la « Chanson de Gudrun ») a été conservé dans un manuscrit en écriture hébraïque du XIVe siècle, dans un mélange de moyen-haut-allemand et de yiddisch. Cette source, appelée « manuscrit du Dukus Horant », provient d'une synagogue du Caire et est aujourd'hui conservée à la Bibliothèque de l'Université de Cambridge. Chez les Gottches de Slovénie, un chant vernaculaire transmis jusqu'au XXe siècle uniquement par tradition orale, « la Sirène » (Də mêrarin) semble comporter quelques allusions à la chanson de Gudrun.

## Contenu
Cette épopée en vers se compose de trois chants : le lai de Hagen, le lai de Hilde et enfin le lai de Gudrun.

### Le lai de Hagen
Le premier chant conte l’histoire de Hagen d'Irlande, fils du roi Sigebant et de la reine Ute d'Irlande, qui fut enlevé enfant par un griffon pendant un tournoi. Parvenu sur une île, Hagen parvient à échapper au griffon et rencontre trois princesses elles-mêmes enlevées par l'oiseau ; il parvient finalement à vaincre les griffons et détourne vers l'île un navire transportant des pèlerins, qui le ramènent avec les trois princesses en Irlande. Là, Hagen épouse Hilde des Indes, l'aînée et la plus belle des trois princesses. Ils ont une fille, qu'ils prénomment à son tour Hilde.

### Le lai de Hilde
La jeune Hilde devient en grandissant une magnifique jeune femme. Plusieurs prétendants demandent sa main, mais Hagen fait assassiner tous les hommes libres. Aussi lorsque le roi danois Hetel de Hegelingen cherche à prendre épouse, il se garde de prendre rang parmi les prétendants à Hilde ; il dépêche trois hommes de main : Wate, Frute et Horand pour s'emparer de la jeune femme par la ruse. Ceux-ci, grimés en marchands, font voile vers l'Irlande, leurs soldats cachés dans la cale. Par divers expédients, ils finissent par se faire inviter à la cour, et gagnent la faveur du roi et de sa fille. Gagnée par la nostalgie et la beauté de la chanson de Horand, Hilde décide de se rendre d'elle-même au palais de Hetel. Lors d'un nouveau séjour à terre des marchands danois, elle est enlevée par les étrangers et aussitôt les navires prennent la haute mer. Bien que Frute coule les navires de Hagen lancés à leur poursuite, les Danois continuent de fuir jusqu'au moment où ils doivent livrer un combat, au cours duquel les deux chefs, Hetel et Hagen, sont blessés. Les supplications de Hilde finissent par convaincre Hagen de la laisser épouser Hetel.

### Le lai de Gudrun

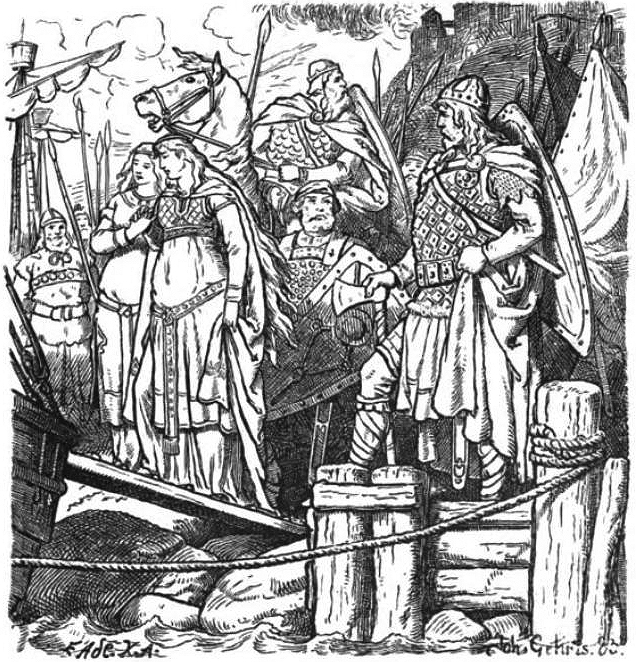
L'enlèvement de Gudrun par Hartmut d’Ormanie et ses hommes, dessin de Johannes Gehrts (1885).

Hetel et Hilde ont à leur tour un fils, Ortwin, et une fille, Gudrun, dont trois prétendants demandent la main : Siegfried de Moorland, Hartmut d’Ormanie et Herwig de Zélande. Tous trois sont dédaignés. Aussi Herwig finit-il par en venir aux armes : il obtient ainsi la soumission de Hetel et la promesse de fiançailles avec Gudrun.
Fou de jalousie, Siegfried gagne les terres de Herwig et il s'ensuit un long combat entre Siegfried d'une part, Herwig et Hetel d'autre part.
Pendant ce temps, Hartmut d’Ormanie met à profit l'absence de Hetel pour pénétrer dans son donjon et séduire Gudrun et ses demoiselles. À l'annonce de ces événements, Hetel se dépêche de conclure la paix avec Siegfried pour empêcher le rapt de sa fille. Hetel, Herwig et Siegfried contraignent finalement Hartmut à se battre sur la plage de Wülpensand. Ludwig, le père de Hartmut, frappe Hetel à mort, puis il parvient à s'enfuir avec son fils.
Il s'écoule ensuite treize années au cours desquelles Hilde et les siens fourbissent leur vengeance contre Hartmut. Gudrun, séquestrée en Ormanie, refuse toujours d'épouser son ravisseur, bien que Gerlinde, la mère de Hartmut, ne néglige aucun sévice pour la pousser à renoncer à la lutte : elle lui impose de servir la cour et d'aller porter le linge à laver sur la plage.
Là, elle aperçoit un jour les champions de sa mère Hilde : Ortwin et Herwig, venus d’Ormanîe avec une formidable armée. Gudrun jette le linge à la mer, ce qui lui vaut une punition de la reine Gerlinde ; elle y échappe cependant en feignant de se résigner cette fois à épouser le prince Hartmut. On la prépare alors au mariage par un bain et le banquet s'organise.
Pendant ce temps, l'armée de Hilde encercle le château du roi Ludwig. Dans la bataille qui s'ensuit, les Hegelingen prennent le dessus : Ludwig est tué par Herwig et Gêrlinde par Wate. Hartmut est épargné, mais on l'emmène en détention vers les terres de Hilde.
Au retour, les noces organisées par Gudrun voient la réconciliation des anciens rivaux : elle épouse Herwig, son frère Ortwin la sœur de Hartmut, Ortrun ; Hartmut épouse Hildburg, la suivante de Gudrun, et enfin Siegfried de Moorland la sœur de Herwig.

## Interprétation et analyse
Bien que l’on considère généralement Gudrun comme une épopée germanique, elle n'en comporte pas moins des éléments du Roman courtois, de la chanson de geste et de l’hagiographie. Ainsi les thèmes courtois-chevaleresques prennent tout au long du poème une place particulière : dans l'évocation de la cérémonie d'accueil à la cour du roi, les scènes d'adieu et de reconnaissance, aussi bien que dans la quête amoureuse chevaleresque. Le schéma de la rivalité amoureuse est abordé dans plusieurs digressions et continuations. Les thèmes chrétiens font aussi régulièrement surface : dans l'île aux griffons, Hagen n'est reconnu comme être humain que par sa foi en Dieu ; la scène où Gudrun, au cours de son enlèvement en Ormanie, reçoit la prophétie d'un ange qui a pris forme de mouette, rappelle par l’ordonnance et le récit l'annonciation faite à la vierge Marie. Si donc Gudrun est généralement rangée dans les épopées héroïques, cela tient essentiellement à la forme littéraire (poème en strophes), aux liens intertextuels avec les sagas norroises de l’Edda et au fait que l'auteur soit demeuré anonyme, traits caractéristiques des épopées du haut Moyen Âge.
Aucun des thèmes évoqués ci-dessus (quête amoureuse, hauts faits chevaleresques, valeurs courtoises ou chrétiennes) ne prime dans le déroulement du récit. Il s'agit bien plutôt d'une juxtaposition d'épisodes exploitant chacun un motif propre, sous-entendant seulement les autres, par lesquels les personnages sont liés les uns aux autres. Gudrun n'est donc en rien un poème cohérent ou réaliste, et ne cherche d'ailleurs pas à l'être. Les personnages ne vieillissent que dans la mesure où cela sert le récit, et non par l'effet du temps qui a passé (on évoque à plusieurs reprises des pauses de plusieurs années qui, cumulées, représentent des décennies, alors que tout au long du récit, Wate est peint comme vieux mais robuste).

### Les problèmes de l'analyse comparée
Les spécialistes de la littérature médiévale allemande voient généralement dans Gudrun un projet littéraire inverse de la Chanson des Nibelungen. Tandis que la saga des Nibelungen est dominée par les thèmes de la décadence tragique des Burgondes et le principe de la vengeance du héros et des représailles, il y a dans la Chanson de Gudrun (outre les thèmes de l'épopée héroïque régulière) des scènes de pardon. La conception d'une Chanson de Gudrun en tant qu'« anti-Nibelungen » est confortée par le parallélisme des motifs narratifs, la correspondance qu'on peut établir entre les personnages (ou les groupes de personnages) de ces deux épopées ; ainsi par exemple Wate et Gerlinde sont-ils des calques de Hildebrand et Kriemhild respectivement. De là, il est possible d'interpréter Gudrun comme redevable au Willehalm de Wolfram von Eschenbach de l’idéal de tolérance, puisque ce sont les femmes qui, dans les deux récits (dans le Willehalm, il s'agit de Gyburc) incitent les rivaux au pardon en différentes circonstances.
Le problème de l’intertextualité du Gudrun (c'est-à-dire l'existence de rapports entre ce poème et des écrits contemporains ou antérieurs) a été abordé par Kerstin Schmitt sous l'angle du collage littéraire (Cf. § bibliographie) : elle entend par là un assemblage déréglé de thèmes variés (par exemple celui de la rivalité amoureuse ou le comportement héroïque de certains personnages), qui confère à l'ensemble de l'œuvre une unité difficile à saisir et un déséquilibre, aussi bien dans le traitement de l'action que dans l'évolution psychologique des personnages (ainsi par exemple Hagen est tour à tour un berserk, un roi formé à l'amour courtois et un père jaloux de conserver sa fille). La juxtaposition quelconque de différents épisodes tirés de la Chanson de Gudrun et d'un texte de référence n'est qu'en partie imaginable, car le traitement des personnages est souvent caractérisé par des motifs précis et invariables.

### Les personnages
Le traitement du personnage central de la légende, Gudrun, est très diversement interprété par les chercheurs ; cela va de la compréhensible admiration pour les idéaux courtois de fidélité, de sincérité et de compassion de son prétendant dévoué à la manifestation d'une femme moderne, fière et décidée jusqu'au jugement d'une adolescente frivole, indisciplinée et influençable. Pour la germanistique ancienne, Gudrun symbolisait la vertu prétendument naturelle de la femme allemande, puis elle incarna la femme tout juste émancipée, et très volontaire. La recherche actuelle voit moins dans le comportement de Gudrun une vue originale de l'auteur, et encore moins une critique sociale, que des structures narratives et des motifs traditionnels appliqués à des bribes de récit et liés à la transmission de la légende.
Les trois principaux protagonistes correspondent, par leur langage, leurs choix et leurs actes aux archétypes du roman médiéval :
- Hagen -- le héros chrétien
  - reçoit le baptême (22)
  - est enlevé par un émissaire du Diable (54)
  - abnégation chrétienne, la souffrance comme épreuve (62)
  - accomplissement en Dieu, sa bonté et sa grâce (68, 69, 73, 74, 81, 105, 121, 125)
  - attitude chrétienne (76, 78, 111)
  - Couronnement religieux
  - Le roi qui tue les prétendants de sa fille, qui se veut fort, cruel, indomptable (on trouve 25 fois l'adjectif "wild", farouche, en l'espace de 500strophes), se rattache à la tradition du lai de Hilde.
  - Le récit de la jeunesse de Hagen jusqu'à son adoubement, qui s'écarte de la tradition du lai de Hilde, est une pure invention de l'auteur du Gudrun
- Hetel -- le chevalier courtois
  - vassal prêt à seconder ses parents (648)
  - administrateur accompli de ses terres (565,4)
  - s'engage dans la faide de Hagen contre les prétendants, sans toutefois tuer
  - combattant exemplaire, plus soucieux d'éviter le combat que de le provoquer
- Wate -- le héros traditionnel
  - d'émblée décrit comme « âgé » (240) (souvent comme opposition : „le vieux Wate ./. le jeune Hetel“)
  - volontiers franc et direct (253)
  - Il est dépeint ainsi dans une scène en présence de la reine Hilde (vers 340) : préfère combattre que d'être entouré de femmes, est marié, a des enfants (348.4)
  - a reçu une formation de médecin (529)
  - précepteur de Hetel et de son fils Ortwin (574)
  - porté à la vengeance et à la confrontation directe (825, 884) (à l'opposé du rituel d'apaisement des romans courtois)
  - déchaîne toutes ses énergies au combat (décrit même comme coléreux, par ex. 882)
  - Pragmatique : « prier est secondaire » (838, 843), prépare les embarcations (945)
  - Incarne l'intrépidité et le courage

## Postérité littéraire et artistique
En 1868, Mathilde Wesendonck tira de ce poème médiéval un drame en cinq actes intitulé « Gudrun ».
Le musicologue et chanteur Eberhard Kummer, spécialiste de la musique médiévale, a mis l'épopée en musique et l'a représentée au château d'Ambras pour la société des concerts Wolkenstein. Sa mélodie reprend une scansion à peine modifiée du Chant de Hildebrand.

### Éditions modernes
- Kudrun, édition partielle d'André Moret avec introduction, notes et glossaire, Aubier-Montaigne, 1955, coll. Bibliothèque de Philologie Germanique, tome XVIII, 258 p.
- Kudrun. éd. critique de Karl Stackmann d'après le texte établi par Karl Bartsch. Tübingen, éd. Niemeyer 2000.  (ISBN 3-484-20215-7)
- Kudrun. (édition bilingue moyen haut allemand/haut allemand moderne). texte établi, annoté et commenté par Uta Störmer-Caysa. Stuttgart: éd. Reclam 2010.  (ISBN 978-3-15-018639-8) (OCLC 641458089)

### Traductions
- Gudrune, poème du XIIe siècle[5], traduit de l'allemand par Roger de Rocmont. Paris, Ernest Flammarion, 1905, 349 p.